# Merseyside
Merseyside (pronunciat /ˈmɜːrzisaɪd/) és un comtat metropolità d'Anglaterra, format el 1974 amb els municipis de Liverpool, Knowsley, Sefton, St Helens i Wirral.
Pren el nom del riu Mersey que divideix el comtat en dues parts. Limita al sud-oest amb Gal·les, que està a l'altra banda del riu Dee, amb Lancashire al nord, amb el Gran Manchester a l'est, amb Cheshire al sud i amb la mar d'Irlanda a l'oest.
L'àrea metropolitana de Liverpool és la cinquena més gran del Regne Unit. A diferència d'altres comtats anglesos no té un consell del comtat que faci d'organisme gestor, ja que aquest va ser abolit el 1986; els ajuntaments que el configuren han creat per a compensar-ho altres organismes per a coordinar els serveis comuns.

## Geografia

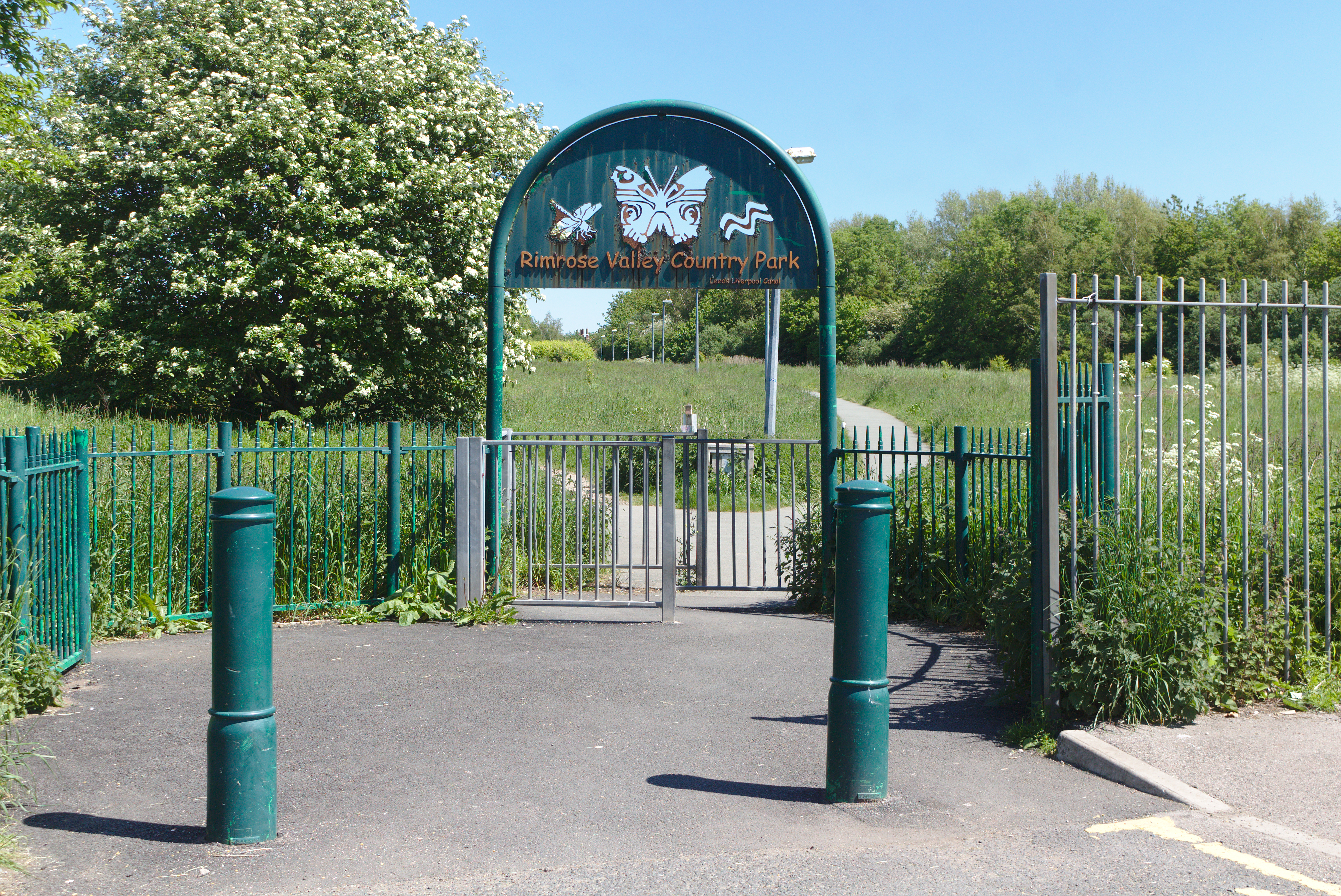
Entrada al parc natural de Rimrose.

Merseyside està dividida en dues parts per l'estuari del Mersey, el municipi de Wirral està a la banda sud de l'estuari, en la península de Wirral, i la resta del comtat està a la banda nord. Aquestes dues parts estan unides pels túnels del Mersey, la línia de ferrocarril Merseyrail i pel servei de transbordadors Mersey Ferry. Limita amb Lancashire al nord, amb el Gran Manchester a l'est, amb Cheshire al sud i amb la mar d'Irlanda a l'oest.

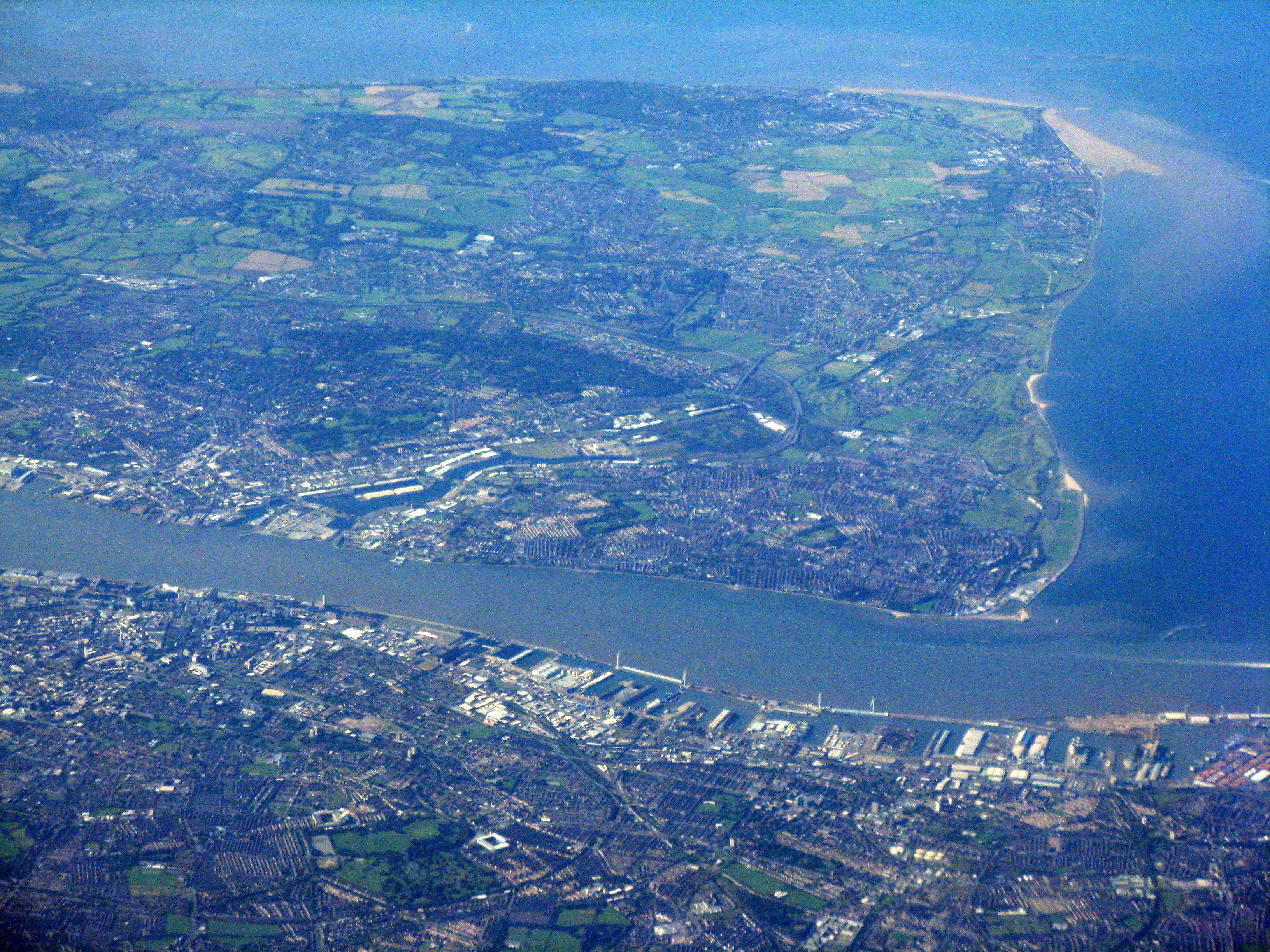
península de Wirral

La costa està constituïda per una línia de penya-segats de pedra sorrenca que tenen una alçada d'uns 70 m al mig de la badia de Liverpool. Aquesta zona central del comtat, per on desemboca el Mersey, pertany a l'anomenada plana costanera de Lancashire. Cap a l'est la plana està emmarcada pels peus dels Penins, mentre que a l'oest està separada de la mar per una franja de dunes. Aquesta plana s'estén des de la vall Rimrose a Seaforth, a prop de Liverpool, fins al riu Ribble, a prop de Preston. La vall de Rimrose és una zona del bosc de Mersey, un parc natural de 1.100 km². Una part del diner que es paga en els bitllets de l'aeroport John Lennon de Liverpool es fan servir per plantar nous arbres en el bosc de Mersey i així compensar la contaminació que causen els avions.Dins d'aquest bosc és típic trobar zones de torba fosca juntament amb rases de drenatge. És molt comú trobar la paraula Moss (que vol dir molsa) afegida a topònims, ja que en aquesta regió la molsa creix en abundància cobrint el relleu.
Al sud la península de Wirral està delimitada pel riu Mersey al nord, la plana de Cheshire a l'est i el riu Dee al sud. El canal Shropshire Union, que enllaça les aigües del Merey i les del Dee, fa que aquesta península sigui en realitat una illa. Hi ha tres fileres de pujols que travessen el Wirral: en l'extrem oriental estan els turons de Grange (Caldy Hill, de 78 m, Thurstaston Hill, de 90,8 m, Poll Hill, de 106,6 m) els turons de Heswall i els de Burton el mes alt a e67,6 m. A la banda orientalstan: Bidston Hill (70,4 m), Prenton (78,9 m) i Storeton Hill (69,7 m). La vall de Fender, situada entre aquestes elevacions, es va formar pel moviment d'una antiga glacera.

## Història
Encara que en el Domesday Book ja s'esmenta la regió de Merseyside, aquesta no va tenir la consideració de comtat fins al segle xx. A finals del segle x, un noble anomenat Wulfric Spot posseïa terres en ambdues bandes de l'estuari del Mersey. A la seva mort aquestes van passar en herència al seu germà Aelfhelm com una sola finca i és per això que en el Domesday Book, que és un registre de propietats, consten com un sol territori.
El 1958 una llei de governs locals va declarar que Merseyside era una regió que calia ser revisada des del punt de vista de l'eficàcia administrativa. Una comissió del govern va iniciar la tasca el 1962, estudiant l'àrea que abastava els municipis de: Liverpool, Bootle, Birkenhead i Wallasey. Amb una llei especial del 1965 es van afegir els municipis de Widnes i Runcorn. L'esborrany de la proposta es va publicar el 1965, però la comissió no va aconseguir el seu objectiu, ja que el pla va quedar abolit el 1966.
El 1969 la Royal Commission va elaborar un altre estudi conegut amb el nom d'informe Redcliffe-Maud, que proposava la renovació de gairebé tot el sistema de divisions administratives d'Anglaterra. Pel que fa a Merseyside proposava crear-lo amb una àrea més gran que inclouria des del sud-est de Lancashire fins al nord-est de Cheshire, s'estendria cap a Chester al sud i tindria al nord com a frontera el riu Ribble. aquest comtat estaria subdividit en quatre districtes: Southport-Crosby, Liverpool-Bootle, St. Helens-Widnes i Wirral-Chester. L'any 1970 es va crear un consorci per als transports públics del comtat, el Merseyside Passenger Transport Executive (actualment Merseytravel) i cobria l'àrea de Liverpool, Sefton, Wirral i Knowsley, però excloïa Southport i St. Helens.

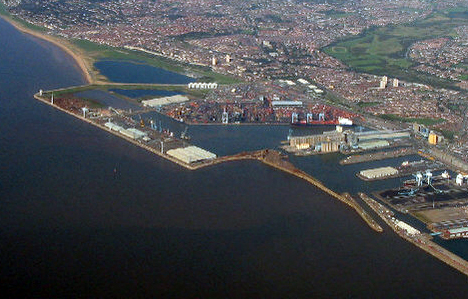
Vistes del port de Liverpool.

El projecte proposat en l'informe Redcliffe-Maud va ser rebutjat pel govern, llavors dominat pel Partit Conservador, però els ajuntaments implicats no van abandonar la idea de crear una àrea metropolitana en aquesta zona. El 1971 es va publicar un llibre blanc. El projecte de llei de governs locals va suposar una gran retallada al llibre blanc: excloïa les franges del sud i del nord, excloïa també Chester, Ellesmere Port (però estranyament va acceptar incloure Southport, a petició d'aquest ajuntament). Al parlament es van proposar més esmenes: Skelmersdale es va eliminar d'aquesta àrea i es va proposar afegir un districte format per St Helens i Huyton (actualment St. Helens i Knowsley).
Per fi, l'1 d'abril del 1974 es va crear el comtat metropolità de Merseyside, amb territoris que abans havien estat dins l'administració dels comtats de Lancashire i Cheshire, més alguns municipis que ja tenien un estatus administratiu especial: Birkenhead, Wallasey, Liverpool, Bootle, i St Helens. Un cop creat Merseyside, el consorci Merseytravel va incloure St Helens i Southport.
Entre el 1974 i el 1986 el comtat estava constituït per cinc unitats administratives inferiors anomenades boroughs que depenien del Consell del Comtat de Merseyside. El 1986 el govern presidit per Margaret Thatcher va abolir aquest consell i ara aquests boroughs són autoritats unitàries que només depenen del comtat per qüestions cerimonials. Malgrat l'abolició s'ha conservat el consorci de transports i tenen també en comú: el servei de policia, el de bombers i el d'eliminació de residus i escombraries.

## Poblacions

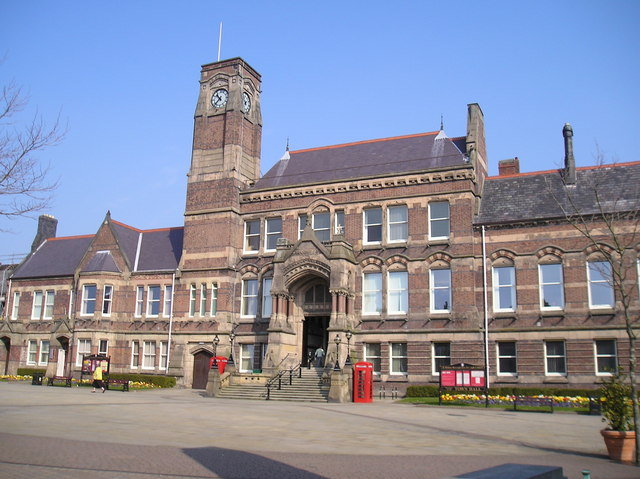
Ajuntament de St Helens

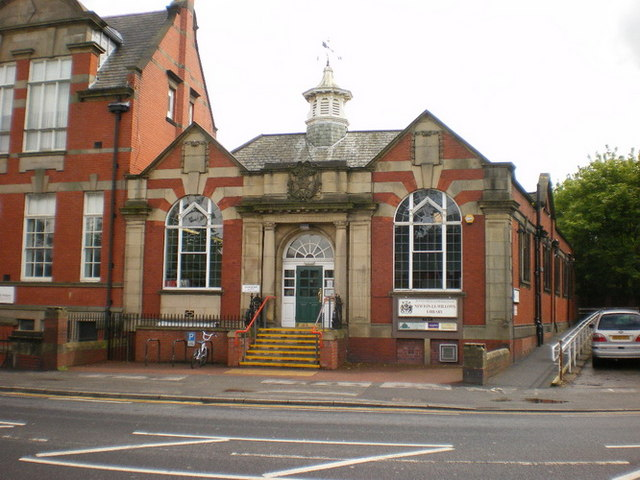
Biblioteca de Newton-le-Willows

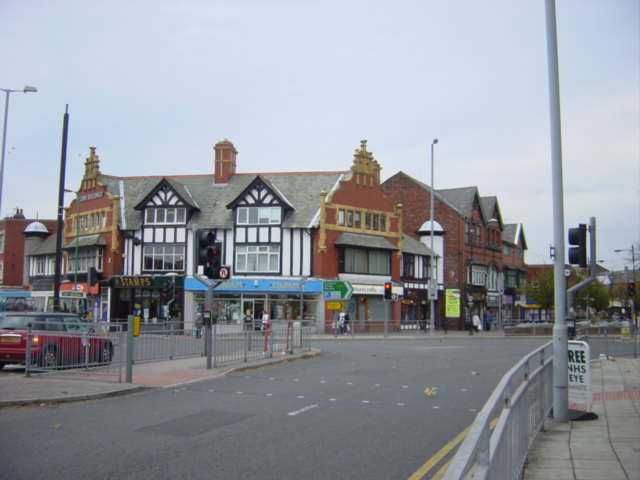
Crosby

Llevat de St Helens i Newton-le-Willows, la majoria de les poblacions es concentren a la costa i, sobretot a la vora de l'estuari del Mersey. Es dona una barreja de zones urbanes densament poblades, zones residencial a l'extraradi de les ciutats, i llocs d'ambient rurals. Encara que la capital, Liverpool, és la més important de les ciutats, no es pot dir que el comtat estigui centralitzat sinó que més aviat té una estructura policèntrica.
Les poblacions amb més habitants segons el cens del 2011 són:
- Liverpool (466.415 hab)
- Sefton (270.000 hab)
- Knowsey (147.000 hab)
- Birkenhead (142.968 hab)
- St Helens (102.885 hab)
- Southport (91.703 hab)
- Wallasey (60.284 hab.)
- Bebington (57.336 hab)
- Bootle (51.394 hab)
- Crosby (50.044 hab)
- Kirkby (42.744 hab)
- Prescot (37.911 hab)

## Economia

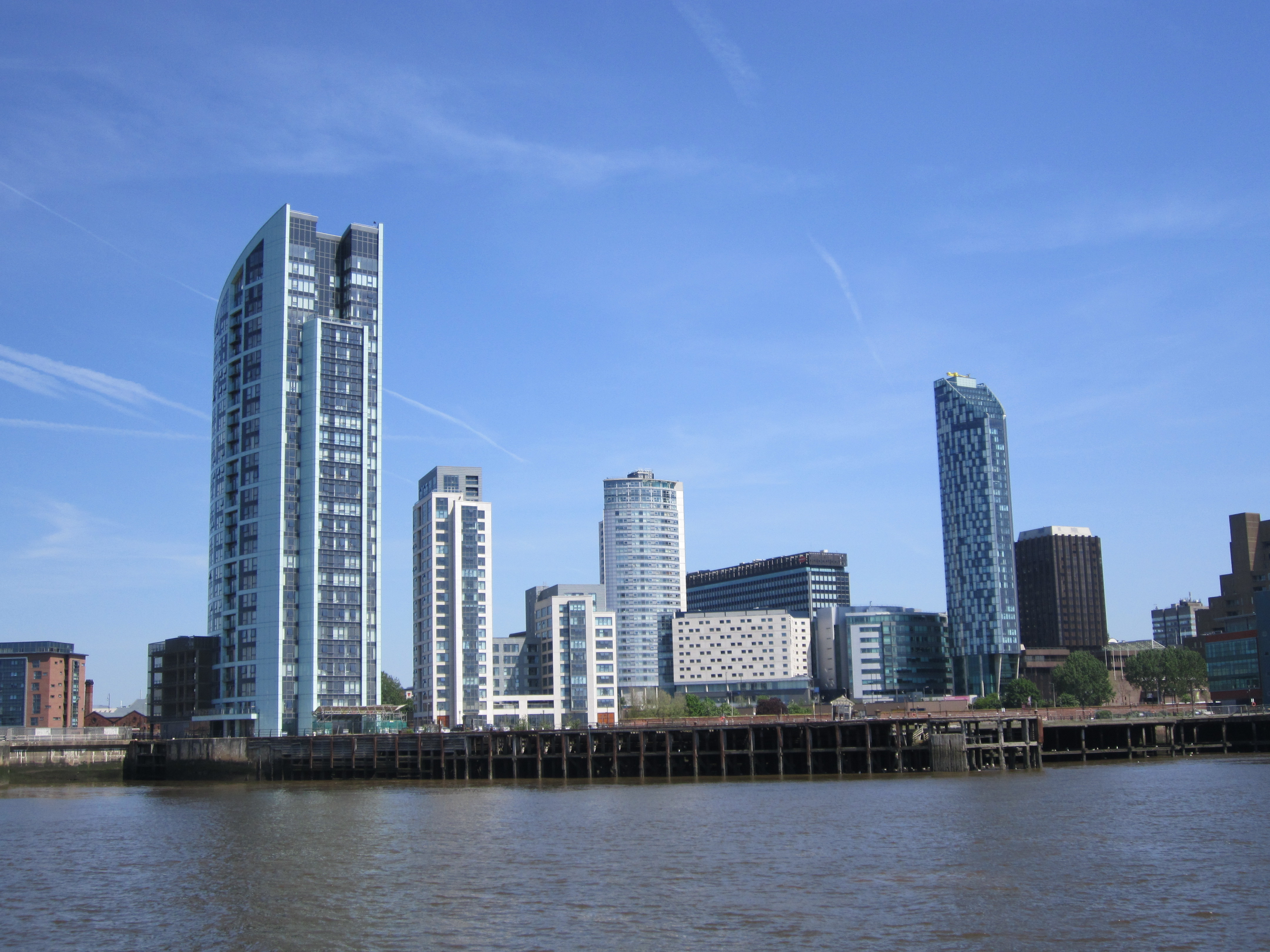
Districte comercial de Liverpool

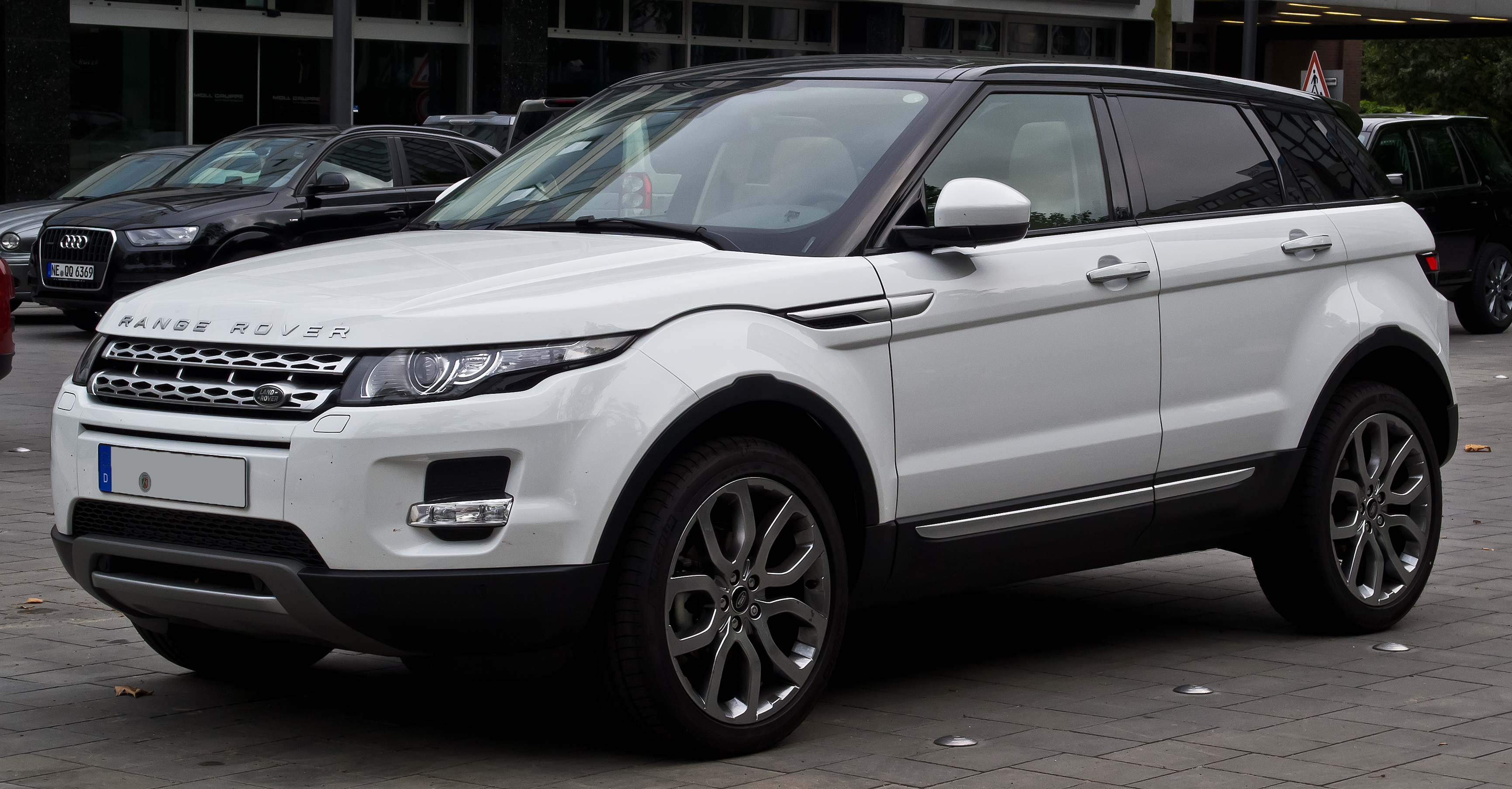
Vehicle produït a Halewood

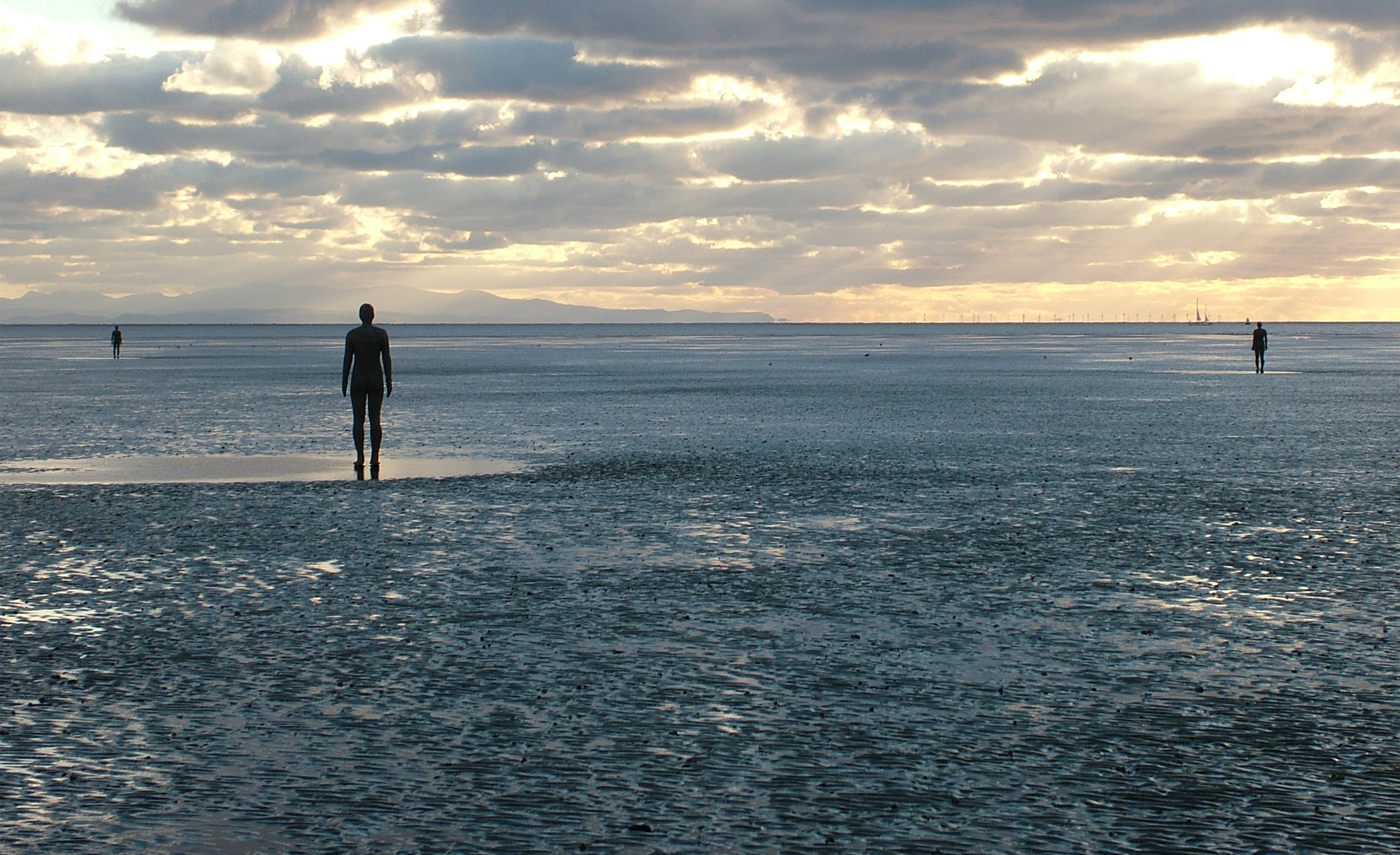
Tres figures humanes de ferro a la platja de Crosby, escultures del famós Anthony Gormley.

La següent taula indica l'aportació de Merseyside al producte interior brut desglossat per sectors econòmics. Els valors estan expressats en milions de lliures esterlines.
| any  | valor afegit brut regional | sector primari | sector secundari | sector terciari |
| ---- | -------------------------- | -------------- | ---------------- | --------------- |
| 1995 | 10.931                     | 50             | 3.265            | 7.616           |
| 2000 | 13.850                     | 29             | 3.489            | 10.330          |
| 2003 | 16.173                     | 39             | 3.432            | 12.701          |

El port de Liverpool és el segon del Regne Unit pel que fa al volum d'exportacions, però també és important en relació al turisme, ja que és punt d'arribada de creuers. La indústria té un lloc destacat, encara que l'economia està dominada pel sector de serveis. L'establiment del Liverpool Knowledge Quarter relacionat amb el desenvolupament de la ciència i els mitjans de comunicació ha contribuït en aquest aspecte.A més de les platges, els turistes poden sentir-se interessats per llocs com el safari parc de Knowsley,
En la indústria del comtat hi ha fàbriques de cotxes de la marca Jaguard i Rover a Halewood.
Els esports són una font d'ingressos econòmics. Al Birkdale Golf Club s'ha celebrat el Open Championship, la comppetició més important a nivell professional de jugadors de golf, però també la Ryder Cup, la Walker Cup i la Curtis Cup. A l'hipòdrom d'Aintree se celebra anualment el Grand National.